# Commissariato Generale delle Isole Ionie
I tre dipartimenti francesi di Grecia furono l'insieme delle molteplici isole greche del mar Ionio che passarono brevemente sotto il governo della Prima Repubblica francese in seguito alla vittoria di Napoleone in Italia alla fine del XVIII secolo.
Il primo periodo di dominazione francese nelle Isole Ionie durò dal giugno 1797 al marzo 1799. Dopo la caduta della Repubblica di Venezia nel maggio 1797, le Isole Ionie, possessione veneziana, furono occupate dalla Francia rivoluzionaria. I francesi istituirono un nuovo regime democratico e, a seguito del Trattato di Campo Formio, annettendo le isole alla Francia, formarono i tre dipartimenti di Corcyre (Corfù), Ithaque (Itaca) e Mer-Égée (Mar Egeo).
Inizialmente accolto con entusiasmo, il dominio francese cominciò a diventare oppressivo per gli abitanti delle isole e suscitò l'ostilità degli Imperi Ottomano e Russo. Nel 1798, una campagna congiunta russo-ottomana fu lanciata contro le isole, culminando con l'assedio di Corfù durato quattro mesi. La sua caduta nel marzo 1799 segnò la fine del dominio francese e le isole furono riorganizzate come protettorato russo-ottomano della Repubblica Settinsulare.

## Contesto
Alla fine del XVIII secolo, le Isole Ionie (Corfù, Zante, Cefalonia, Leucade, Itaca e Citera) insieme ad alcuni possedimenti isolati sulla terraferma epirota, ossia le città costiere di Parga, Prevesa, Vonitsa e Butrinto, costituivano gli ultimi rimanenti possedimenti oltremare della un tempo potente Repubblica di Venezia in Oriente. Nel 1795, la popolazione di queste isole fu censita in 152.722 anime.
Sotto il dominio veneziano, la società delle Isole Ionie era divisa in tre classi, analogamente a quanto accadeva nella stessa Venezia: la nobiltà privilegiata, la borghesia urbana (i "cittadini") e il popolo comune (i "popolari"). Le famiglie nobili, che godevano della piena cittadinanza veneziana, si trovavano al vertice della piramide sociale e fornivano i membri del consiglio di governo di ciascuna isola. In origine, queste famiglie nobili erano limitate ai coloni italiani, ma dal XVI secolo in avanti, a questo gruppo si aggiunsero anche famiglie greche. Come a Venezia, anche a Corfù, Cefalonia e Zante esisteva un "Libro d'Oro", in cui venivano iscritte le famiglie aristocratiche. Tuttavia, la loro natura variava da isola a isola: a Corfù erano obbligati a risiedere nella città di Corfù; similmente a Citera e Zante abitavano per lo più nella capitale, mentre a Cefalonia persisteva una nobiltà rurale e a Leucade non si faceva una distinzione netta. Ciononostante, il potere della nobiltà si fondava sul possesso delle terre, e come classe disprezzavano l'attività mercantile, lasciata alla borghesia urbana, la quale, di conseguenza, iniziò ad accumulare anch'essa ricchezze e terre. I borghesi sfidavano quindi la pretesa della nobiltà di monopolizzare l’autorità locale e aspiravano a unirsi alla classe dirigente, mentre la popolazione contadina rimaneva per lo più emarginata politicamente.
Le autorità veneziane si trovavano in una posizione di mediatrici, ma dovevano comunque riconoscere il potere delle famiglie nobili, che spesso erano legge per se stesse e potevano persino arruolare proprie forze militari. Sebbene i nobili fossero contenti di coltivare le loro faide private e cospirare gli uni contro gli altri per ottenere cariche locali, sapevano agire di concerto contro le autorità veneziane quando percepivano una minaccia ai loro interessi. L'autorità veneziana si esercitava in modo tenue nelle città e quasi inesistente nelle campagne; non di rado, i funzionari veneziani che si avventuravano nelle campagne per arrestare qualche fuorilegge venivano respinti con disonore. Il regime veneziano era più preoccupato di mantenere il proprio dominio che di fornire un'amministrazione efficiente. Così, dieci omicidi venivano puniti con dieci anni di prigione, mentre il parlare male del governatore veneziano — il provveditore generale da Mar — era punito con venti anni. A causa di una combinazione di inefficienza governativa e deliberata politica, la gran parte della popolazione locale era mantenuta in uno stato d’ignoranza: non esistevano né stamperie né scuole, e la maggioranza era analfabeta. Solo le classi privilegiate, che potevano mandare i propri figli a studiare all’estero, avevano accesso a un'istruzione superiore. Come osservò lo storico medievalista William Miller, "Se i Corfioti di quel tempo sembravano ignoranti e superstiziosi, poveri e indolenti, erano ciò che Venezia aveva fatto di loro".

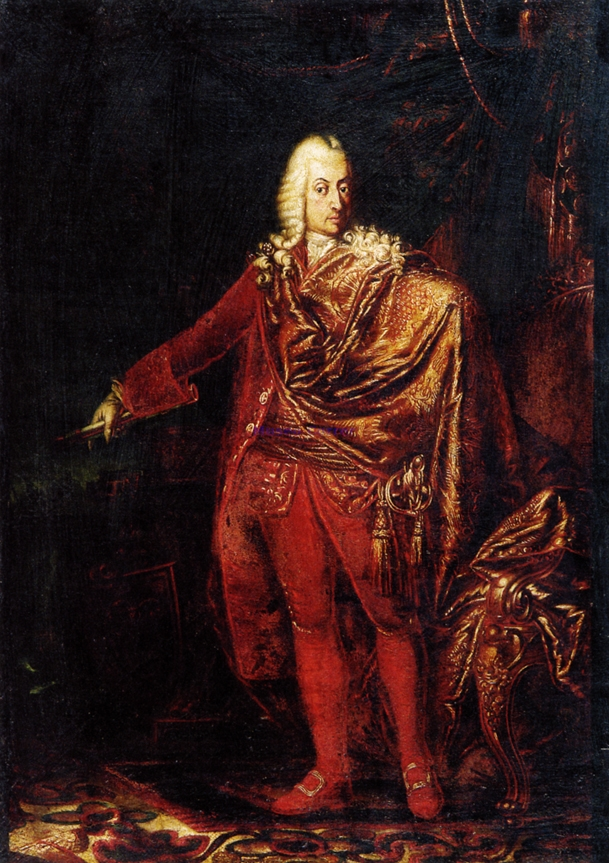
Ritratto di Carlo Aurelio Widmann, ultimo governatore veneziano delle isole Ionie

Un'ulteriore distinzione fra governanti e governati risiedeva nella religione: l’ufficiale cattolicesimo romano delle autorità veneziane si contrapponeva all’identità greco-ortodossa popolare, espressa nella venerazione dei santi patroni di ciascuna isola. Sempre più, nel corso del XVIII secolo, l’Ortodossia fornì anche un legame con una crescente potenza europea, l’Impero Russo. Emerse così una corrente filo-russa, e diversi isolani entrarono al servizio della Russia, soprattutto durante il cosiddetto "Progetto greco" di Caterina la Grande. Ignorando la neutralità veneziana, molti isolani, inclusi nobili, parteciparono a tentativi di provocare una rivolta greca contro il dominio ottomano, come la Rivolta Orlov o le incursioni di Lambros Katsonis e Andreas Verousis. Altri, soprattutto da Cefalonia, si stabilirono in Crimea, recentemente conquistata dall’Impero Russo. Tuttavia, il sostegno al regime veneziano era ancora sufficientemente diffuso, tanto che, quando il nuovo provveditore generale, Carlo Aurelio Widmann, giunse nel 1795, poté contare sull’aiuto delle comunità locali, dei nobili principali e sia del clero ortodosso che cattolico, per raccogliere i fondi necessari a pagare le guarnigioni e il personale amministrativo. Ciò dimostra anche il precario stato delle difese veneziane delle isole in quel tempo, indebolite dalla mancanza di denaro, interesse e rifornimenti da parte della metropoli.
Con l’eruzione delle Guerre rivoluzionarie francesi nell’Italia settentrionale, Venezia fu scossa fino alle fondamenta: la diffusione degli ideali giacobini tra i suoi sudditi, l’ostilità aperta delle vittoriose armate francesi verso l’antica repubblica aristocratica, e il disastroso stato delle finanze e della preparazione militare veneziana portarono all’erosione graduale del dominio veneziano sui suoi possedimenti di terraferma, e infine alla caduta della Repubblica di Venezia per mano di Napoleone Bonaparte nel maggio 1797. Nelle Isole Ionie, la notizia dell’avanzata francese in Lombardia nel 1796 spinse Widmann a prendere misure straordinarie per rafforzare la difesa delle isole, investendo persino il proprio patrimonio privato per la causa. Agenti francesi erano già attivi sulle isole, in particolare il console francese a Zante, il mercante Costantino Guys, che non solo fomentava sentimenti anti-veneziani, ma era sospettato di aver orchestrato l'incendio del proprio consolato il 29 ottobre, un evento utilizzato da Napoleone come uno dei pretesti per dichiarare guerra a Venezia. Le voci dell’auto-scioglimento del Maggior Consiglio di Venezia il 12 maggio si diffusero rapidamente nelle isole. Mentre gli elementi filo-francesi (i "karmanioloi") venivano istruiti da Guys sul significato di concetti come "libertà" e "uguaglianza", molti nobili si mobilitarono contro di loro, e furono avanzate proposte per uccidere tutti i simpatizzanti francesi. Nonostante tali agitazioni, l’ordine fu mantenuto, e la notizia definitiva del cambiamento politico nella metropoli, con l’istituzione di un nuovo governo repubblicano provvisorio a Venezia, all’inizio di giugno, fu accolta con calma e moderazione.

## Inizio dell'occupazione francese
Il destino di Venezia e dei suoi possedimenti doveva essere deciso tra Francia e Austria. Nessuna menzione delle Isole Ionie fu fatta nell'Armistizio di Leoben. Le due parti avevano obiettivi differenti: gli austriaci desideravano impedire l'accesso dei francesi e vedevano favorevolmente l'ipotesi che le isole rimanessero sotto una Repubblica Veneta residuale, come previsto a Leoben, che avrebbe funguto da cuscinetto tra i territori francesi e austriaci nell'Adriatico; d'altro canto, per Napoleone le isole rappresentavano un passaggio cruciale per le sue ambizioni nel Mediterraneo orientale, che presto lo avrebbero portato all'invasione dell'Egitto. Come osserva il diplomatico francese Jacques Baeyens, l'intera "avventura ionica" fu un progetto personale di Napoleone, il quale non consultò nessuno, tantomeno il Direttorio, prima di inviare le truppe francesi a occupare le isole.

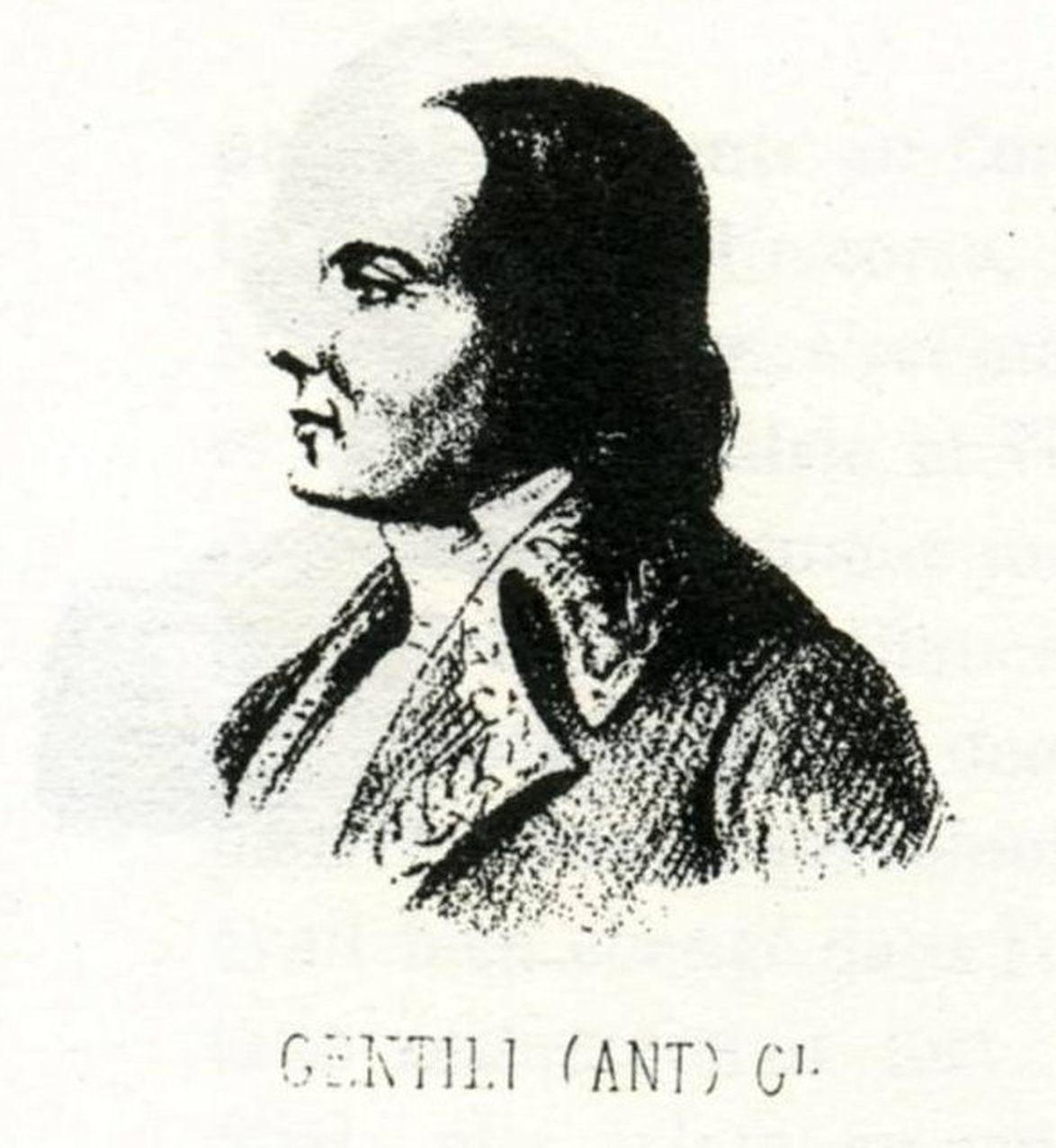
Antoine Gentili, primo Commissario generale delle Isole Ionie

Di conseguenza, il 26 maggio, Napoleone ordinò al suo connazionale corso, il generale di divisione Antoine Gentili, di iniziare i preparativi per un'occupazione militare delle Isole Ionie. Una flotta mista franco-veneziana con 3.159 uomini salpò il 13 giugno da Malamocco. Le navi battevano la bandiera Contarina, poiché Gentili si presentava ufficialmente come semplice rappresentante della nuova Municipalità Provvisoria di Venezia, di orientamento filo-francese, e l’intento dell'operazione era quello di evitare la possibile secessione della colonia dalla metropoli. In realtà, Napoleone aveva istruito segretamente Gentili affinché incoraggiasse gli abitanti locali a perseguire l’indipendenza, ricordando loro le glorie della Grecia antica; lo studioso Antoine-Vincent Arnault fu inviato come osservatore per Napoleone e come consigliere politico e propagandista.
Nel frattempo, i commissari della Municipalità Provvisoria di Venezia giunsero a Corfù, informando Widmann degli eventi e portando ordini per mantenere l’ordine e iniziare il processo di democratizzazione dell’amministrazione locale. Widmann tentò di ottenere il consenso emettendo una dichiarazione notarile di concordia pubblica, ma soltanto 177 cittadini, di cui 71 nobili, la firmarono. La flotta francese arrivò il 27 giugno, e le truppe francesi sbarcarono il giorno seguente, accolte tumultuosamente dalla popolazione locale, guidata dal primate ortodosso (protopapa) Georgios Chalikiopoulos Mantzaros, che donò a Gentili una copia dell'Odissea di Omero. La nobiltà reagì con riserva e sospetto alla proclamazione di Gentili, del 29 giugno, secondo la quale i francesi portavano la libertà alle isole. Tuttavia, con il sostegno della popolazione e l'atteggiamento dimesso delle autorità veneziane, l'imposizione del dominio francese fu rapidamente completata, non solo a Corfù, ma anche sulle altre isole. L’unica resistenza fu offerta da alcuni elementi delle truppe della guarnigione veneziana, che furono tuttavia rapidamente disarmati e disciolti; solo le compagnie volontarie nelle esposte posizioni di Butrinto, Parga, Leucade e Citera, così come le truppe degli armatoli a Prevesa e Vonitsa, furono mantenute al soldo francese. Sebbene Widmann fosse formalmente ancora a capo dell'amministrazione, il potere effettivo risiedeva in Gentili. Quando i commissari veneziani giunsero con 60.000 ducati destinati al pagamento delle truppe e della flotta, oltre che ai prestiti contratti da Widmann, il denaro fu semplicemente confiscato dai francesi.
La corte austriaca protestò per l'occupazione unilaterale da parte dei francesi, ma non poté fare molto. Nelle negoziazioni in corso, Napoleone finse per un certo tempo di voler incorporare le isole nella Repubblica Cisalpina, ma alla fine l'Austria fu costretta ad accettare il fatto compiuto per assicurarsi il controllo della Dalmazia dai resti dello stato veneziano.

## Istituzione del regime democratico
Come accadde nella metropoli veneziana, anche nelle Isole Ionie i francesi istituirono nuove amministrazioni sotto forma di Municipalità Provvisorie. A Corfù, questo corpo amministrativo comprendeva l'Arcivescovo cattolico di Corfù, Francisco Fenzi, il protopapa Mantzaros, un prete cattolico e uno ortodosso, due ebrei, sei nobili, dieci borghesi, due artigiani e sei contadini. Widmann fu nominato presidente del consiglio, ma si dimise durante la prima seduta e fu sostituito dal nobile corfiota Spyridon Georgios Theotokis. I nobili cercarono di mobilitare il sentimento antiebraico contro il consiglio, provocando una sommossa durante la seconda sessione, il 28 giugno, ma essa fu rapidamente soppressa.
Con Arnault come consigliere politico, la Municipalità Provvisoria di Corfù divenne l'autorità esecutiva suprema dell'isola. Il presidente e il vicepresidente erano eletti a scrutinio segreto tra i membri per un mandato di un mese. Le sessioni del consiglio erano aperte al pubblico (seppur limitate a 40 spettatori); si potevano tenere sessioni chiuse per discutere questioni delicate, ma ogni decisione doveva essere presa in pubblico, e ogni cittadino poteva richiedere di parlare durante queste sessioni. Furono create otto commissioni (comitati) per la Salvezza Pubblica, la Salute, gli Alimenti, il Commercio e le Arti, l'Economia, la Polizia, l'Istruzione Pubblica e gli Affari Militari. Queste commissioni gestivano l'amministrazione nei rispettivi campi e potevano proporre leggi e nominare i propri funzionari, ma la loro approvazione era di competenza del consiglio della Municipalità Provvisoria.
La giustizia venne completamente riformata, introducendo i principi legali francesi e istituendo corti civili — sette tribunali di contea, due corti di prima istanza e una corte d'appello — e corti penali — due tribunali magistrali e una corte d'appello. A differenza dei tempi veneziani, quando i giudici erano scelti dai capi delle famiglie nobili, ora essi venivano nominati dalla Municipalità Provvisoria, che aveva anche il diritto di concedere la grazia. Un modello simile fu seguito nelle altre isole, con l'eccezione notevole di Cefalonia, dove tradizionalmente esistevano più province; qui vennero istituite non meno di cinque Municipalità Provvisorie, ad Argostoli, Livato, Castello di San Giorgio, Assos e Līxouri.
Il 5 luglio, in una cerimonia ufficiale, l'albero della libertà fu piantato nella piazza principale della città di Corfù, mentre la bandiera di San Marco fu gettata in una pira, per essere sostituita dal tricolore francese. Il giorno dopo, il Comune provvisorio di Corfù ordinò che il Libro d'Oro, gli emblemi della Repubblica di Venezia, i brevetti di nobiltà e gli stemmi delle famiglie nobili fossero distrutti allo stesso modo. Ciò provocò la reazione dei nobili, che distrussero l'albero della libertà. Sebbene una taglia di 500 talleri fosse stata posta sugli ignoti autori, non furono mai trovati. A Zante, la presenza più consolidata di elementi filo-francesi e influenzati dai giacobini portò a qualche violenza contro la nobiltà, ma altrove il nuovo regime prese il potere per lo più pacificamente, e procedette a riformare la società e l'amministrazione; dopo l'abolizione dei privilegi della nobiltà, furono avanzate proposte per la riduzione del debito e una riforma agraria che coinvolgesse le terre feudali, aumentando le competenze del governo locale.
Le canzoni rivoluzionarie francesi Carmagnole e la Marsigliese, nei loro testi originali o in varie traduzioni e adattamenti, le canzoni rivoluzionarie tradizionali greche e le opere di Rigas Feraios e del poeta democratico di Zante Antonios Martelaos, godettero di grande popolarità. Per la prima volta, si fece ampio uso della lingua greca nei documenti pubblici, che erano intitolati con le parole "Libertà" e "Uguaglianza", e datati, a imitazione del calendario rivoluzionario francese, come "Primo anno della libertà greca" (Χρόνος πρῶτος τῆς Ἐλευθερίας τῶν Γραικῶν). La nuova realtà politica e amministrativa richiese anche che fossero inventati nuovi termini, e quindi introdotti nella lingua greca moderna insieme alle idee della Rivoluzione francese. Tutti questi eventi significarono una rottura completa con il regime veneziano. Il Comune provvisorio di Venezia fu lasciato a presentare una protesta formale ma inefficace, il 4 agosto, all'ambasciatore francese, Lallemant.
Molti grandi poeti greci dell'epoca dedicarono serie di poesie ai conquistatori francesi, a Napoleone, al generale Zentigis e alla "gloriosa Francia", tra cui Andreas Kalvos e Dionysios Solomos. Un esempio di tali poesie sono i seguenti versi di Martelau dall '"Inno alla Francia" (versetti 1 e 3) su Bonaparte (versetto 28) e il generale Gentilly come lo menziona (versetto 33):
Παλαιά ανδρειωμένα
Κόκκαλα εσκορπισμένα
Λάβετε τώρα πνοήν
Η ξακουστή Γαλλία
δεν βαστά την τυραννίαν
μα με αιματοχυσίαν
αποκτά ελευθερίαν
Ήρωας ο Βοναπάρτης
την Ελλάδα ν΄ αναστήσει
και χωρίς ν΄ αργοπορήσει
πέμπει ένα στρατηγό
Τ΄ αρετές σου ω Γεντίλλη
τα νησιά θε να υμνήσουν
πανταχού θέλει τιμήσουν
με περίφημες ωδές.»
Antichi e valorosi
Ossa disperse
Ricevete ora vita
La celebre Francia
Non sopporta la tirannia
Ma con spargimento di sangue
Acquista la libertà
Eroe è Bonaparte
Per ridare vita alla Grecia
E senza indugi
Invia un generale
Le tue virtù, o Gentilli
Gli isolani loderanno
Ovunque vorranno onorarti
Con celebri inni.»
Ad agosto, Gentili iniziò un tour di 40 giorni delle isole, confermando la ferma installazione del nuovo regime, ma Arnault si dimise il 29 luglio. L'avvocato Pierre-Jacques Bonhomme de Comeyras fu nominato suo successore il 7 gennaio 1798. Tuttavia, non giunse immediatamente alle isole; informato del cattivo stato delle finanze pubbliche, girò l'Italia per diversi mesi cercando di ottenere fondi, per lo più invano, finché non riuscì a concludere un prestito di 500.000 franchi con la Repubblica di Ragusa.

## Annessione alla Francia

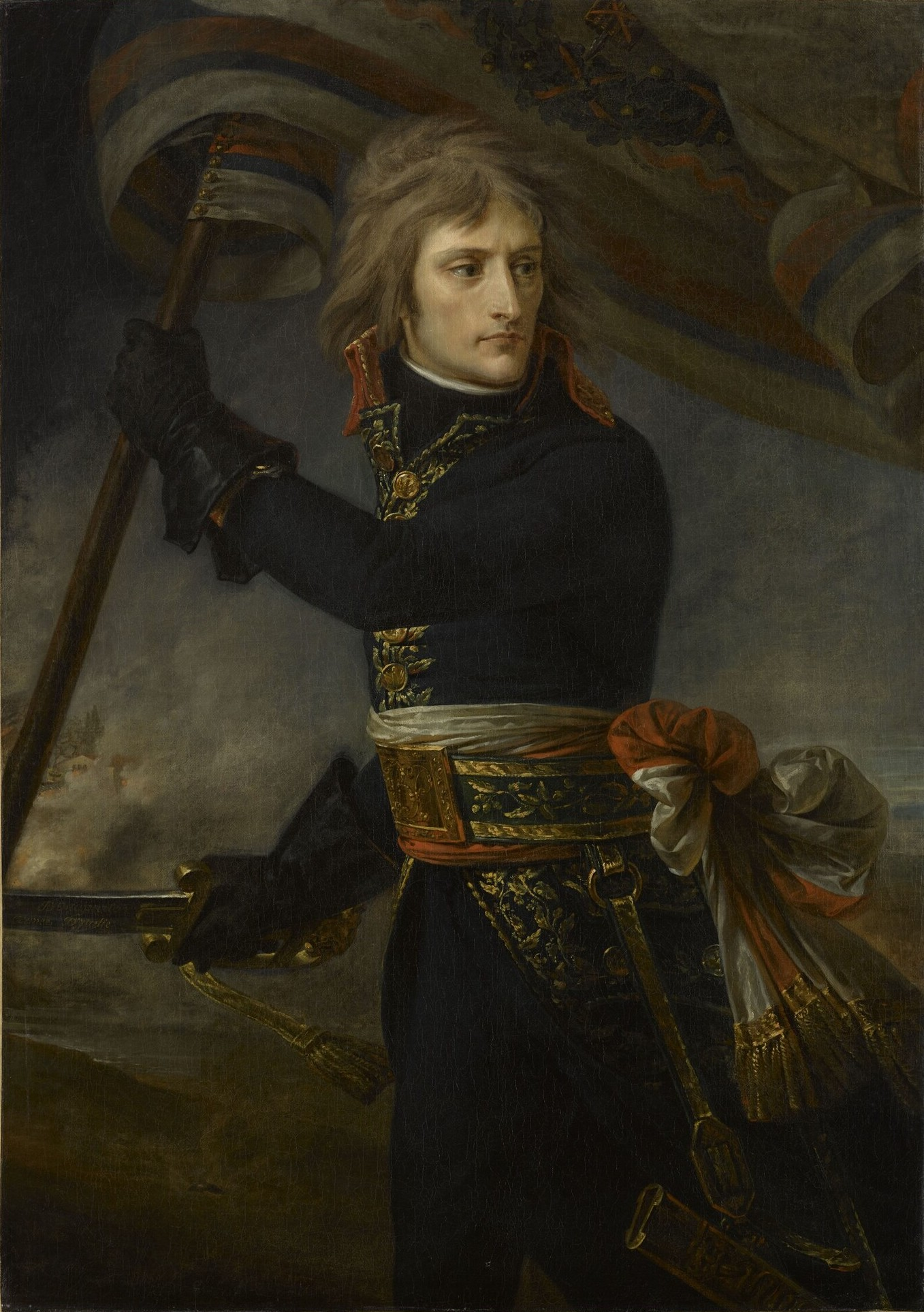
Le vittorie di Bonaparte in Italia portarono al crollo della Repubblica di Venezia

Gli elementi filo-francesi a Zante inviarono presto emissari a Napoleone acclamando un'annessione totale delle isole alla Francia. A Corfù, la tendenza filo-veneziana prevalse inizialmente nel Comune provvisorio, sperando di essere inclusa in uno stato veneziano riorganizzato. Alla fine, tuttavia, la fazione filo-francese vinse, in particolare dopo che i tentativi di far intervenire l'Austria a Corfù non riuscirono a suscitare alcuna risposta; il 5 ottobre Napoleone si dichiarò pronto a cedere Venezia stessa agli austriaci, ma era determinato a mantenere le isole Ionie. La fazione filo-francese alla fine prevalse anche a Leucade, mentre Cefalonia rimase divisa e Prevesa filo-veneziana. Infine, nel Trattato di Campoformio del 17 ottobre, le ultime vestigia della Repubblica di Venezia furono spazzate via. Secondo le sue disposizioni, l'Austria annesse la maggior parte dei domini continentali di Venezia, inclusa la città stessa. Le isole Ionie, la "parte più preziosa di Venezia" secondo il ministro degli Esteri francese Talleyrand, furono lasciate alla "piena sovranità" della Francia. Molto rapidamente, i comuni provvisori delle isole chiesero a Napoleone di annettere le isole direttamente, e i rapporti di Gentili a Napoleone indicarono anche che la popolazione era favorevole a una piena integrazione con la Repubblica francese. Il 1º novembre il figliastro di Napoleone Eugenio di Beauharnais arrivò a Corfù, e lo stesso giorno annunciò al comune provvisorio i termini del trattato di Campoformio, e l'annessione delle isole alla Francia. La notizia fu accolta con grande entusiasmo dal consiglio, che assegnò a Eugenio una spada, e votò per inviare una delegazione per esprimere la sua gratitudine a Napoleone.
Il 7 novembre, Napoleone emanò un decreto che creava i dipartimenti (départements in francese, πολιτομερίδια in greco) di Corcyre, Ithaque e Mer-Égée. Corcyre comprendeva l'isola di Corfù e i gruppi di isole vicine, e le exclavi continentali di Butrinto e Parga; Itaca comprendeva Leucade, Itaca, Cefalonia e altre isole minori, nonché Prevesa e Vonitsa sulla terraferma; Mer-Égée comprendeva Zante, Citera e Anticitera e altre isole minori. Ogni dipartimento era gestito da un comitato di cinque membri (commission départementale) e la sua amministrazione era divisa in dodici sezioni (Commercio e Arti, Polizia, Gioco d'azzardo, Teatro, Guardia Nazionale, Acque e Cisterne, Edifici Pubblici, Alloggi Militari, Mobili e Vittorie , Salute e prigioni, Scuole pubbliche e private, Costumi e religioni). Ogni dipartimento era ulteriormente suddiviso in cantoni con un comitato municipale per ciascuno (cinque membri per i cantoni sotto i 5.000 residenti, sette membri per quelli sopra). Le città erano divisa anche in cantoni, che ricevettero nuovi nomi evocativi del nuovo ethos: Libertà, Uguaglianza, Fraternità, Francia, Grecia, Commercio. A ciascun dipartimento fu assegnato un commissario francese, che doveva firmare tutte le decisioni ; un commissario generale del Direttorio fu istituito a Corfù, carica provvisoriamente occupata da Gentili. A sua volta, ogni dipartimento avrebbe dovuto inviare un rappresentante al Direttorio a Parigi. Come parte integrante della Repubblica francese, la Costituzione francese del 1795 venne applicata in tutte le isole e tutte le autorità pubbliche e le imbarcazioni ioniche dovevano essere dotate di insegne e passaporti francesi. La difesa del nuovo possedimento francese venne assunta dalla Division du Levant, il cui comandante generale era anche l'autorità suprema della polizia, e uno squadrone navale di dieci navi.
A causa di una malattia improvvisa, Gentili dovette tornare in Corsica per riprendersi, dove morì quasi immediatamente. Come suo sostituto, il Direttorio immaginò brevemente il distinto generale e futuro re di Svezia, Jean Bernadotte; ma alla fine fu scelto il général de division Louis François Jean Chabot. Il nuovo commissario generale, Comeyras, non arrivò a Corfù fino al 28 luglio 1798 e si impegnò immediatamente nella riorganizzazione dell'amministrazione delle isole con molta energia. Il suo mandato si rivelò breve, tuttavia, poiché appena un mese dopo fu richiamato e sostituito con François Louis Dubois. Tra i suoi successi vi furono l'istituzione di un comitato di cinque esperti legali per rivedere il processo di appello e di tre compagnie di gendarmeria per fornire servizi di polizia. Comeyras lasciò Corfù all'inizio di settembre, prima dell'arrivo del suo successore; morì ad Ancona per un'epidemia.
Tra le misure benefiche delle autorità francesi vi fu la grande cura mostrata per la salute pubblica e l'istruzione. Il sistema scolastico pubblico, che era in parte finanziato dalla secolarizzazione delle proprietà della Chiesa cattolica, fu ampliato e furono fondate scuole pubbliche in lingua francese. Una "Biblioteca nazionale" fu aperta a maggio e una "Stampa nazionale" sotto il francese Jouenne l'11 agosto. I francesi progettarono anche di istituire altre tipografie, di mandare i bambini in Francia per l'istruzione e di creare una rotta di spedizione regolare per l'Italia.

## Reazioni al dominio francese: dall'entusiasmo alla disillusione

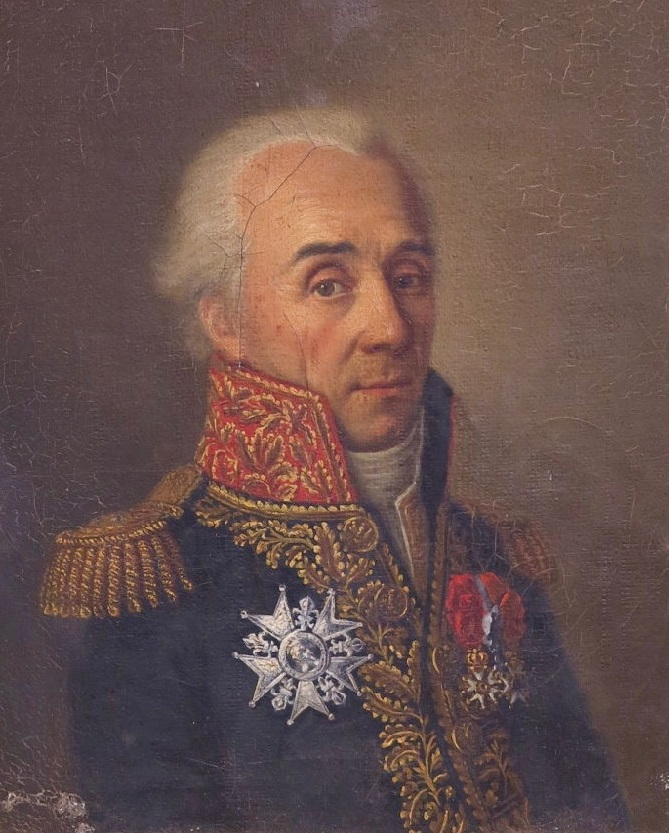
Il generale di divisione Louis François Jean Chabot, comandante della guarnigione francese a Corfù

L'occupazione francese delle Isole Ionie suscitò speranze tra gli emigranti e intellettuali greci in Europa occidentale, che videro in esse un possibile trampolino di lancio per la liberazione della Grecia. Nel luglio del 1797, Rigas Feraios pubblicò la sua Costituzione della Repubblica ellenica, ispirata alle costituzioni rivoluzionarie francesi del 1793 e del 1795. Per un certo periodo, Napoleone sembrò accogliere favorevolmente le proposte di una sollevazione greca, mantenendo contatti con i Manioti nel Peloponneso meridionale, Alì Pascià di Giannina e Ibrahim Pascià di Scutari. Inviò persino il militare greco-corso Demetrio Stefanopoli come suo emissario nelle Isole Ionie e nel Mani, e al suo ritorno nel 1798 parlava apertamente di un restaurato Impero Bizantino e di una "libertà franco-greca" fino al Bosforo. Parallelamente, ad Ancona, fu creato un Direttorio Esecutivo per il Commercio di Corsica, Malta, Zante, Cefalonia, Corfù, le Isole Francesi dell'Adriatico, l'Arcipelago e l'Egitto, con membri greci e francesi, con l'obiettivo di raccogliere informazioni e fomentare insurrezioni. Tuttavia, queste manovre non portarono a nulla, poiché i francesi si concentrarono sull'invasione dell'Egitto piuttosto che sulle province balcaniche dell'Impero Ottomano.
Sebbene inizialmente il regime francese fosse ampiamente sostenuto, col tempo cominciò a perdere attrattiva. La pesante tassazione e l'amministrazione fiscale rigida furono mal tollerate, mentre l'atteggiamento sprezzante dei francesi verso la religione e le tradizioni delle Isole Ionie, insieme al comportamento predatorio delle truppe, resero i francesi sempre più impopolari. Sebbene il clero greco avesse sostenuto l'insediamento del regime democratico e vi avesse addirittura partecipato attivamente, i francesi in genere trattarono il clero con ostilità, come si può vedere dalla loro richiesta che tutti i membri della chiesa ortodossa indossassero la coccarda rivoluzionaria tricolore, pena l'esecuzione. Anche l'alloggiamento forzato delle truppe tra la cittadinanza corfiota, una necessità dovuta alla mancanza di caserme, fu ampiamente mal digerito.
Le manovre diplomatiche francesi, in particolare la cessione di Venezia all'Austria, alienarono ulteriormente parti della popolazione. Nel dicembre del 1797, si diffusero voci che lo stesso destino attendesse le Isole Ionie, con le enclavi continentali che sarebbero state vendute agli Ottomani. Il commissario francese Chabot intervenne con decisione per sedare queste voci, espellendo l'arcivescovo cattolico Francisco Fenzi, considerato l'istigatore dei pettegolezzi, l'11 aprile 1798. Al contrario, le notizie dell'occupazione francese di Malta e Alessandria, come parte dell'invasione napoleonica dei territori ottomani nel Levante, furono accolte con entusiasmo nelle Isole.

## Relazioni francesi con Alì Pascià

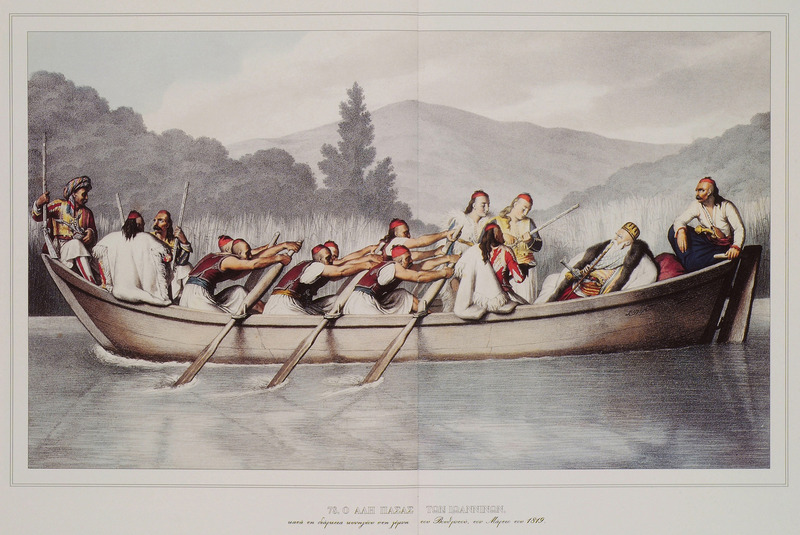
Alì Pasha durante una battuta di caccia al lago di Butrinto nel 1819, di Louis Dupré

La principale preoccupazione esterna dell'amministrazione francese era la sua relazione con il suo vicino più importante, il potente e ambizioso Alì Pascià di Giannina, sovrano ottomano semi-autonomo di gran parte dell'Albania e della Grecia continentale. Già il 1º giugno 1797, Alì Pascià stesso aveva preso l'iniziativa, inviando una lettera a Napoleone esprimendo il suo rispetto e la sua ammirazione, la speranza di relazioni amichevoli e l'invio di quattro sottufficiali di artiglieria francesi per addestrare l'artiglieria del Pascià. Sia Napoleone che il Direttorio accolsero la cosa con favore e incaricarono Gentili di stabilire relazioni amichevoli con il sovrano di Giannina.
Gentili incontrò di persona Alì Pascià a Butrinto durante il suo tour delle isole, e gli inviati francesi, in particolare l'adjudant-général Roze, erano visitatori frequenti alla sua corte a Giannina. Roze era persino sposato con una figlia adottiva di Alì. Alì riuscì a convincere i francesi delle sue buone intenzioni, ricoprendoli di onori e fornendo cibo, e persino fingendo interesse per gli ideali giacobini, ma il suo obiettivo principale, la cessione delle exclave continentali delle Isole Ionie, fu respinto. Gentili, tuttavia, revocò il divieto alle navi ottomane di attraversare lo Stretto di Corfù, in vigore dal Trattato di Passarowitz del 1718. Ciò permise ad Alì di muoversi via mare contro il suo rivale, Mustafa Pascià di Delvino. Nel luglio/agosto 1797, le sue forze salparono per Lukovo e commisero massacri contro la popolazione locale, costringendola a sottomettersi all'autorità di Alì.
Nel 1798, le relazioni tra Alì Pascià di Giannina e i francesi si deteriorarono, quando il Sultano ordinò ad Alìdi fornire truppe per una campagna contro Osman Pasvandoglu, il potente pascià di Vidin. Il commissario francese Chabot inviò il suo aiutante, Schaeffer, ufficialmente per delimitare i confini a Butrinto, ma in realtà con l'intento di convincere Alì a non obbedire, dato che i francesi avevano buoni rapporti con Pasvandoglu. Alì Pascià colse l'occasione per lamentarsi della mancanza di reciprocità nei confronti dei suoi gesti amichevoli e affermò che solo se i francesi gli avessero fornito 10.000 soldati e 100.000 zecchini avrebbe potuto disobbedire al Sultano.
La realtà era che l'invasione napoleonica dell'Egitto suscitava grandi preoccupazioni in Alì Pascià, il quale cominciava a dubitare delle reali intenzioni francesi. Mentre le autorità francesi nelle Isole Ionie contavano sull'amicizia di Alì e consideravano i suoi domini un cuscinetto contro eventuali attacchi delle forze ottomane, Alì Pascià decise di schierarsi con il Sultano, soprattutto dopo aver appreso della sconfitta francese nella Battaglia del Nilo. In vista del conflitto imminente, Alì cercò di sanare i suoi contrasti con i governanti e magnati vicini, inclusi i Sulioti, preparandosi alla possibile guerra contro i francesi.

## Conquista russo-ottomana delle Isole Ionie
L'invasione francese dell'Egitto aveva sconvolto l'equilibrio di potere in Oriente e causato un riavvicinamento tra gli Ottomani e l'Impero russo, che conclusero un'alleanza nel luglio 1798 (sebbene il trattato ufficiale fosse stato ritardato fino al gennaio 1799). Mentre la flotta congiunta russo-ottomana salpava per le Isole Ionie, il Patriarca ecumenico di Costantinopoli, Gregorio V, inviò una missiva al clero e al popolo delle Isole, denunciando l'empietà dei francesi, esortando gli abitanti a scacciarli e assicurando loro che la Sublime Porta avrebbe permesso loro di scegliere la propria forma di governo, sul modello della Repubblica di Ragusa. Le stesse assicurazioni furono ripetute in un proclama dell'ammiraglio della flotta russa, Fëdor Ušakov, che sottolineò anche che le flotte congiunte stavano operando per liberare gli isolani dai "pagani francesi". I francesi reagirono nella guerra di propaganda, con opuscoli come Ai Rhomaioi della Grecia del greco Konstantinos Stamatis e Riflessioni di un filoelleno di Emile Gaudin che vennero stampati e fatti circolare in gran numero.

### Gli attacchi di Alì Pascià a Butrinto e Preveza

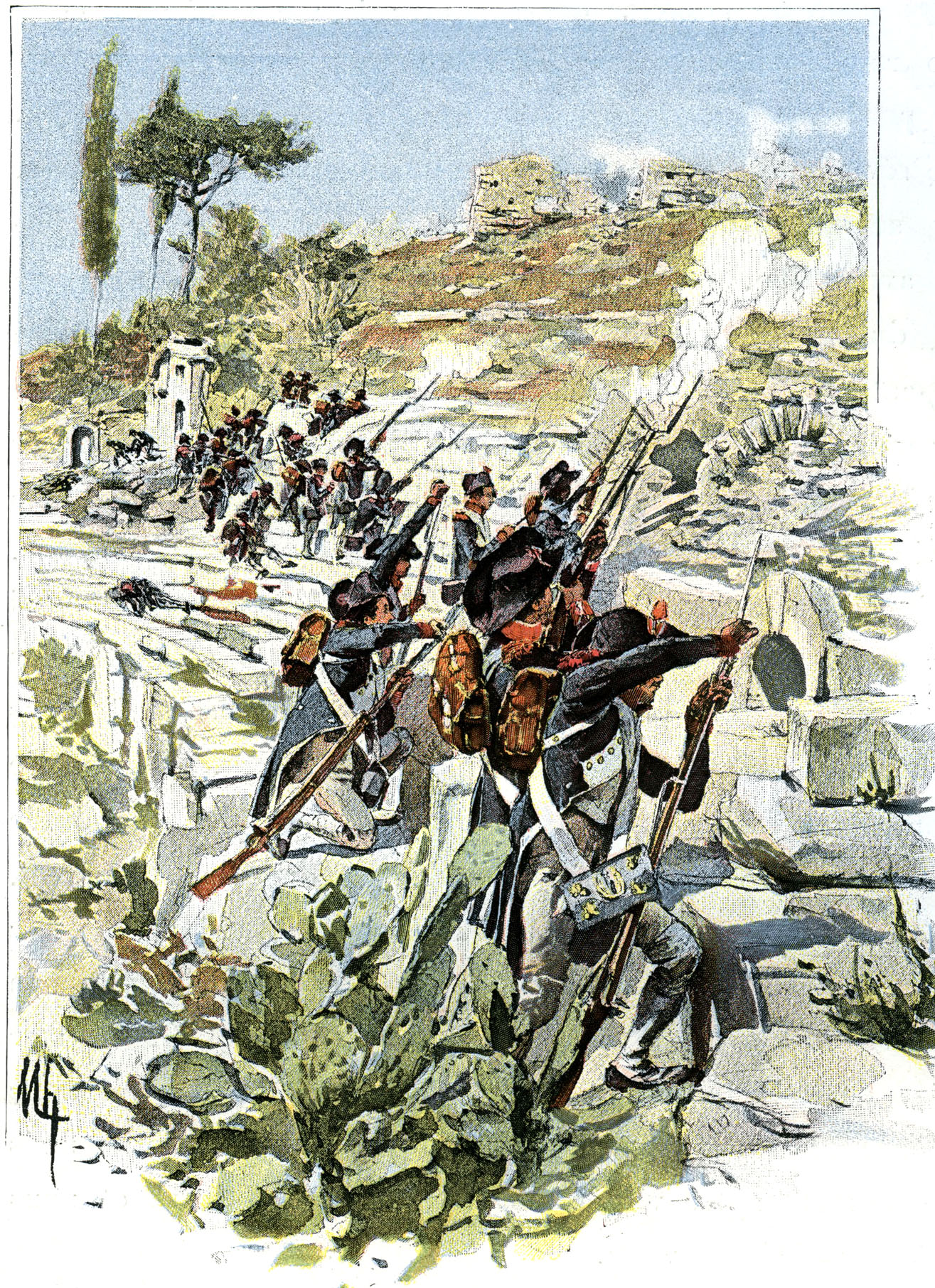
I francesi difendono le rovine dell'antico teatro di Nicopoli contro le forze di Alì Pascià nella battaglia di Nicopoli, 1798

Il 3 ottobre 1798, a Lixouri, Chabot, governatore militare delle Isole Ionie, ricevette la notizia della dichiarazione di guerra russo-ottomana contro la Francia. A quel punto, le forze di Alì Pascià erano già concentrate attorno a Butrinto. Alì, astutamente, invitò l'aiutante generale francese Roze a negoziare a Filiates, ma, una volta ottenute informazioni sulle forze francesi a Corfù e altrove, ordinò che Roze fosse imprigionato a Giannina. Tentò lo stesso stratagemma con il comandante di Butrinto, ma quest'ultimo inviò solo il tenente Steil e un prete greco, entrambi arrestati e portati a Giannina. Alì Pascià scrisse poi una lettera a Chabot, chiedendo la cessione degli enclavi francesi sulla terraferma e del Castello di Santa Maura a Lefkada, seguita da una seconda lettera in cui chiedeva la resa di Corfù.
Nel frattempo, il nuovo commissario generale, Dubois, arrivò nelle isole e il 13 ottobre emise una proclamazione agli abitanti dei tre dipartimenti francesi. I giorni successivi, il comandante di Butrinto segnalò che le truppe di Alì si stavano posizionando sulle alture attorno alla città e chiese rinforzi. Il 18 ottobre iniziò l'attacco di Alì. Chabot inviò il generale di brigata Nicolas Grégoire Aulmont de Verrières con 300 uomini e supervisionò personalmente la difesa. Tuttavia, di fronte alla schiacciante superiorità numerica delle truppe di Alì, i francesi distrussero le fortificazioni e evacuarono Butrinto il 25 ottobre, trasferendo i greci della città e delle zone circostanti a Corfù.
Contemporaneamente, le forze di Alì si mossero contro Prevesa, dove i francesi, prevedendo un attacco, avevano iniziato a costruire opere difensive all'istmo presso l'antica Nicopoli. Il 22 ottobre, Alì Pascià, accompagnato dal figlio Mukhtar e da circa 4.000 fanti e 3.000 cavalieri, si presentò presso la città. I francesi, sotto il comando del generale di brigata Jean Jacques Bernardin Colaud de La Salcette, disponevano solo di 440 soldati francesi, 200 miliziani e 60 Soulioti. La battaglia di Nicopoli fu sanguinosa, con la maggior parte dei soldati francesi uccisi o catturati, incluso lo stesso La Salcette. Dopo aver conquistato Prevesa, Alì Pascià ordinò l'esecuzione pubblica degli abitanti filo-francesi e incendiò la città. Usando l'ignaro metropolita di Arta, Alì indusse i cittadini di Prevesa, fuggiti ad Azio, a tornare, solo per farli decapitare. I prigionieri francesi furono torturati e, quelli sopravvissuti, inviati a Costantinopoli.
Anche Vonitsa si arrese poco dopo, lasciando solo Parga a resistere alle forze di Alì. Il generale Chabot tentò senza successo di arruolare Mustafa Pascià di Delvino contro Alì Pascià.

### Operazioni della flotta russo-ottomana
La flotta russo-ottomana arrivò a Citera il 7 ottobre 1797. La guarnigione francese, forte di 68 uomini sotto il capitano Michel, rifiutò ripetute offerte di resa. Dopo il bombardamento navale e gli attacchi della fanteria ottomana, il 13 ottobre i francesi accettarono di cedere il forte dell'isola a determinate condizioni. Da Citera la flotta salpò per Zante via Koroni. A Zante, la posizione francese era precaria. I nobili sull'isola erano affiancati da una grande fazione filo-russa, mentre i membri principali dell'amministrazione francese erano assenti in questo momento cruciale: il commissario Chriseuil de Rulhière era a Parigi, il capo dell'amministrazione era a Corfù per delle consultazioni e il generale La Salcette era a Lefkada e poi a Preveza. L'onere della difesa dell'isola ricadde sul maggiore Vernier, che si sbarazzò di 400 soldati francesi e 500 miliziani. La flotta apparve al largo dell'isola il 24 ottobre. Mentre molti abitanti della città di Zante fuggirono verso l'entroterra per paura dei bombardamenti, un gran numero di contadini, con bandiere russe, si riversarono nella città per impedire ai francesi e ai loro sostenitori di opporre resistenza. Questi ultimi furono costretti a ritirarsi dietro le mura della cittadella, mentre i contadini aprirono le prigioni, saccheggiarono gli edifici amministrativi e bruciarono l'albero della libertà insieme a tutti i documenti ufficiali in Piazza San Marco. Il saccheggio si estese alle case dei singoli cittadini pro-democratici, così come al quartiere ebraico. Una delegazione di nobili, guidata dal conte Nikolaos Gradenigos Sgouros e dal protopapa Soumakis, andò a Ushakov per offrire la capitolazione dell'isola. Un distaccamento di 700 russi, insieme ad alcuni turchi, sbarcò sull'isola e si unì alla massa radunata nella città, assediando la cittadella. La guarnigione francese si arrese il 25 ottobre. Vernier e altri 54 furono lasciati liberi di tornare in Francia, mentre il resto fu trasferito a Chiarenza come prigionieri di guerra, prima di essere spedito a Costantinopoli.

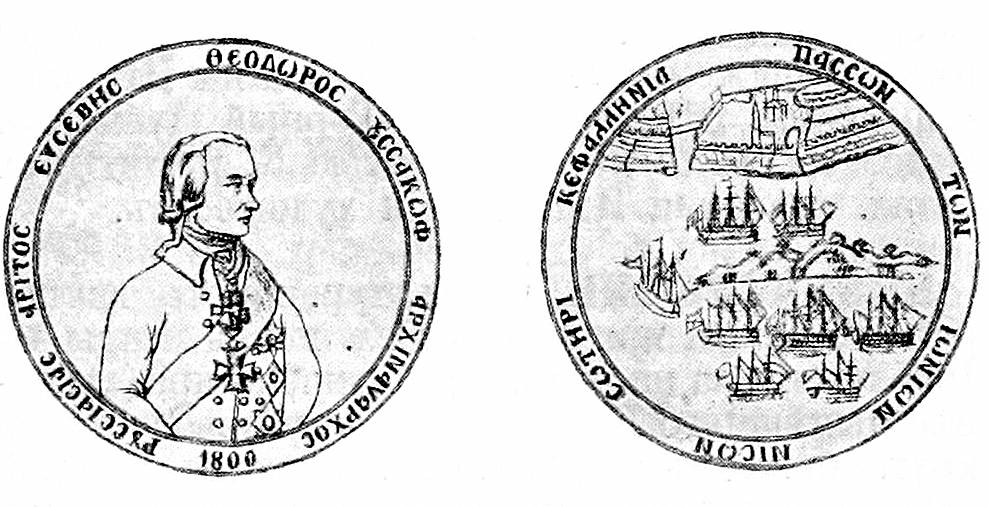
Medaglia donata dagli abitanti di Cefalonia all'ammiraglio Ushakov nel 1800, con la sua effigie sul dritto e una raffigurazione dell'assedio di Corfù sul rovescio

Il seguente obiettivo della flotta russo-ottomana fu Cefalonia. Come a Zante, anche lì era nato un ampio movimento filo-russo, alimentato da agenti russi, dal clero e dalla nobiltà. I francesi sotto il capitano Royer non disponevano di più di 350 uomini, che dovevano difendere le due città principali dell'isola, Argostoli e Lixouri. Dato che entrambe erano completamente prive di fortificazioni, e in mezzo a un'ostilità sempre più sfacciata e crescente da parte della popolazione, i francesi decisero di ritirarsi al castello di Assos e da lì evacuare a Lefkada. Dopo la loro partenza da Argostoli, gli abitanti, uniti ai contadini armati, strapparono la bandiera francese e issarono al suo posto quella russa. In mezzo a rivolte e violenze, il regime democratico fu abolito. Quando la flotta russo-ottomana arrivò il 29 ottobre, l'isola non era più sotto il controllo francese. La guarnigione francese di Lixouri riuscì a evadere con successo a Lefkada, ma fu presa prigioniera da contadini armati, mentre quella di Argostoli riuscì a raggiungere Assos solo per arrendersi ai russi e a sua volta essere trasportata a Costantinopoli. A Itaca, gli abitanti locali convinsero la guarnigione francese, sotto il capitano Millet, che la resistenza era inutile e la esortarono a ritirarsi a Corfù. A differenza delle altre isole, il ritiro dei francesi avvenne in un'atmosfera ordinata e amichevole. Quando Ushakov inviò due delle sue navi sull'isola, gli abitanti si sottomisero.
A Lefkada, anche l'agitazione antifrancese aveva avuto un profondo effetto; le autorità locali informarono i francesi che non potevano contare sul sostegno della popolazione, che si stava rapidamente armando, contro i russi. I francesi, sotto il maggiore Mialet, si ritirarono al castello di Santa Maura. Rinforzato dalla guarnigione di Vonitsa e da alcuni resti della guarnigione di Preveza, si sbarazzò di circa 500 uomini. Il 28 ottobre, la bandiera russa fu issata nel municipio e vi rimase nonostante le minacce francesi agli abitanti. Uno squadrone della flotta russo-ottomana arrivò poco dopo e, dopo il rifiuto dei francesi di arrendersi, iniziò ad assediare la fortezza. Alla fine arrivò il resto della flotta sotto Ushakov e, dopo diversi giorni di stretto blocco e bombardamenti, i francesi si arresero il 17 novembre. Ushakov permise a 20 ufficiali francesi di partire immediatamente per la Francia, ma il resto fu mandato in prigionia a Costantinopoli.

### Assedio e caduta di Corfù
Con la caduta di Lefkada, Corfù rimase l'ultimo bastione sotto il controllo francese nelle Isole Ionie. Anche lì, il sentimento anti-francese e filo-russo stava guadagnando terreno, e le esortazioni del commissario generale Dubois ebbero scarso effetto. Le forze francesi presenti sull'isola, rinforzate dalle guarnigioni di Itaca e Parga, contavano circa 1.500 fanti, 300 artiglieri e otto navi da guerra. Per rafforzare questo contingente, il 23 ottobre fu dichiarata la legge marziale e fu formata una milizia, seguita da reclutamenti forzati tra i ricchi e confische di cibo e animali. Il 2 novembre gli abitanti della città di Corfù furono disarmati, ma quando i francesi tentarono di ripetere l'operazione nel sobborgo di Mantouki il giorno successivo, incontrarono una resistenza violenta. Questo portò al bombardamento e all'evacuazione del sobborgo e al saccheggio del Monastero di Platytera. Il resto dei sobborghi fu disarmato senza ulteriori incidenti. Le preparazioni per l'assedio inclusero anche la demolizione del quartiere di San Rocco, all'ingresso principale della città, e la fortificazione dell'isola di Vido.

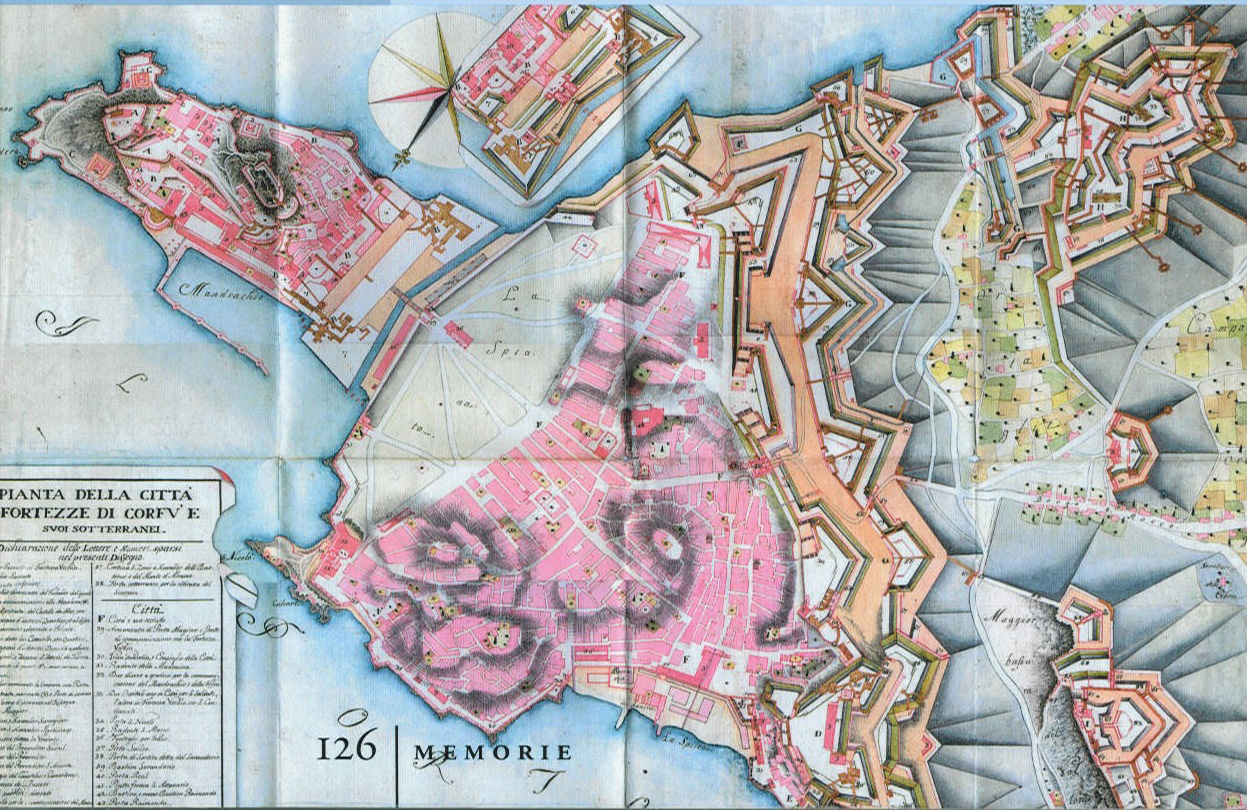
Pianta della città e fortezze di Corfù, 1780

Il 5 novembre 1798, le prime navi nemiche arrivarono nei pressi della città, sbarcando truppe a nord e sud. Le offerte russe di capitolazione, che includevano il trasferimento immediato della guarnigione in un porto francese, furono rifiutate. Le ostilità iniziarono il 9 novembre con schermaglie tra le due parti. Il 19 novembre, l'ammiraglio russo Fëdor Ušakov arrivò da Lefkada con il resto della flotta. La sua priorità principale fu quella di ristabilire l'ordine sull'isola, dove il crollo dell'autorità francese aveva scatenato un'ondata di saccheggi, omicidi e incendi. Il conte Nikolettos Voulgaris fu nominato a capo dell'amministrazione civile, mentre la popolazione contadina fu organizzata per sostenere l'assedio.
Le forze russo-ottomane furono ulteriormente rinforzate da 3.000 albanesi inviati da Alì Pascià, mentre dal lato francese si distinsero i volontari di Corfù e Cefalonia. Il 3 febbraio 1799, tre navi francesi riuscirono a rompere il blocco e fuggire verso Ancona, portando con sé richieste di rinforzi, nonché opere d'arte saccheggiate da Corfù, ma i rinforzi non arrivarono mai. La cattura dell'isola di Vido il 1° marzo 1799 segnò l'inizio della fine per i francesi assediati, e la guarnigione si arrese il 4 marzo, a condizione che le truppe francesi fossero immediatamente rimpatriate.

## Conseguenze
In tutte le isole che occuparono, i russi installarono amministrazioni provvisorie di nobili e borghesi. Ben presto, le autorità russe invitarono le assemblee dei nobili a intraprendere il governo delle Isole Ionie, ripristinando così lo status quo antecedente all'intervento francese. Il 6 maggio, i comandanti delle due flotte annunciarono che le Isole Ionie avrebbero costituito uno stato unitario, governato da un Senato (Γερουσία) nella città di Corfù, composto da tre rappresentanti ciascuno per Corfù, Cefalonia e Zante, due per Lefkada e uno ciascuno per Itaca, Citera e Passo. Il nobile veneziano Angelo Orio, l'ultimo provveditore veneziano di Argostoli, fu nominato capo del Senato e incaricato della creazione di una costituzione per il nuovo stato. La costituzione di Orio prevedeva un regime completamente aristocratico, con ogni isola guidata da un Gran Consiglio composto da nobili e alta borghesia. I Gran Consigli avrebbero eletto i senatori. Ogni isola avrebbe mantenuto un'amministrazione locale e una tesoreria, ma una tesoreria centrale sarebbe esistita a Corfù. Il Senato era l'autorità esecutiva suprema e il suo presidente il capo dello stato. Un Consiglio minore di 40 delegati sarebbe stato eletto dai Gran Consigli delle tre isole più grandi e sarebbe stato responsabile della giustizia, della selezione dei funzionari e della consulenza sulla legislazione. Il 21 giugno, su istigazione di Ushakov, un arcivescovado greco-ortodosso fu ristabilito sulle isole come Metropolia di Corfù. L'anziano protopapa Mantzaros fu eletto per ricoprire l'incarico, ma morì prima di poter essere consacrato. Seguì una lotta accesa e prolungata tra il sacerdote Petros Voulgaris e lo studioso ed ex arcivescovo di Cherso e Astracan, Nikiforos Theotokis, ma con l'intervento di Ushakov la nuova sede fu finalmente occupata con l'elezione di Ierotheos Kigalas il 19 febbraio 1800.

Bandiera della Repubblica delle Sette Isole Unite (1800-1807)

Il 21 giugno 1799, il Senato delle Isole Ionie decise di inviare una delegazione di dodici membri a Costantinopoli e a San Pietroburgo per esprimere gratitudine al Sultano e allo Zar, ma anche per sollecitare la restaurazione delle frontiere marittime e terrestri delle Isole, chiedendo il ritiro di Alì Pascià da Butrinto, Prevesa e Vonitsa, e il riconoscimento delle Isole come stato indipendente. Poiché Angelo Orio partecipava alla delegazione, fu sostituito come capo del Senato da Spyridon Theotokis. Tuttavia, una volta a Costantinopoli, la delegazione si rese subito conto che il Porta non era interessata a riconoscere l'indipendenza delle Isole, bensì a creare uno stato vassallo sotto la sovranità ottomana. Su suggerimento dell'ambasciatore russo, Vasily Tomara, la delegazione presentò un memorandum agli altri ambasciatori, richiedendo il riconoscimento delle Isole come stato indipendente e federale, sotto la protezione delle potenze europee. Due dei delegati, il conte corfiota Antonio Maria Capodistrias e il conte zakynthiano Nikolaos Gradenigos Sigouros Desyllas, rimasero a Costantinopoli per condurre le negoziazioni con il Porta, mentre Orio e un altro delegato, Kladas, erano incaricati di rappresentare la causa ionica a San Pietroburgo. Le trattative tra Russia, il Porta e le Isole portarono alla firma del Trattato di Costantinopoli il 2 aprile 1800, che istituì la Repubblica Settinsulare, sotto la protezione congiunta russa e ottomana. Il trattato stabilì che le Isole Ionie, pur non ottenendo l'indipendenza totale, sarebbero state amministrate con un certo grado di autonomia sotto la protezione di due potenze, segnando così una nuova fase nella storia politica delle Isole, e consolidando il loro status come un'entità semi-indipendente nel contesto geopolitico dell'epoca.
Il nuovo stato si dimostrò politicamente instabile, ma mantenne la sua precaria autonomia. Le isole rimasero di fatto sotto l'influenza russa e la protezione militare, venendo così coinvolte nei conflitti russi con la Francia e Alì Pasha. La Repubblica delle Sette Terre sopravvisse fino al 1807, quando la Pace di Tilsit cedette nuovamente le isole alla Francia. Mentre la Repubblica fu abolita, la sua costituzione e le sue forme di governo furono mantenute durante questo secondo periodo di dominio francese. La rinnovata presenza francese nell'area suscitò l'opposizione degli inglesi, che istigarono un blocco navale delle isole. Nell'ottobre 1809, le forze britanniche presero facilmente Zante, Cefalonia, Itaca e Citera, seguite da Lefkada nell'aprile 1810. Solo Corfù, Parga e Paxoi resistettero, in mezzo a una situazione di approvvigionamento in deterioramento, fino al 1814 e alle dimissioni di Napoleone. Le isole passarono poi sotto il controllo britannico e nel 1815 vennero costituite negli Stati Uniti delle Isole Ionie.